# Trichophaea ampezzana
Trichophaea ampezzana är en svampart som tillhör divisionen sporsäcksvampar, och som först beskrevs av Rehm, och fick sitt nu gällande namn av Svr?ek. Trichophaea ampezzana ingår i släktet Trichophaea, och familjen Pyronemataceae. Arten är reproducerande i Sverige.